# Biskopssagorna
Biskopssagorna är författade på Island och är en del av den fornvästnordiska litteraturen. De är skrivna under 1200- och 1300-talen och handlar om de tidigaste isländska biskoparna i Hólar och i Skálholt, men beskriver även något av sin samtids världsliga händelser.
Biskopssagorna är s.k. samtidssagor. Med detta avses att de författades under samma tid som när de beskrivna händelserna ägde rum. De har som sådana större källhistoriskt värde än till exempel islänningasagorna, även om de tenderar att förhärliga den person som beskrivs. Biskopssagorna är ett viktigt bidrag till isländsk medeltidshistoria, speciellt då källor till 1000-1200-talen i Islands historia är sparsamma.
Den äldsta sagan är Hungrvaka som berättar om de fem första biskoparna i Skálholt 1056-1176. Av biskoparna i Hólar finns berättelser om den helige Jón Ögmundsson av munken Gunnlaugur Leifsson, en berättelse om Gudmundur Arason den gode av abboten Arngrim Brandsson och historien om Lárentíus Kálfsson av prästen Einar Hafliðason.
Namnet "Biskopssagor" användes första gången då sagorna gavs ut i Köpenhamn under åren 1858–78.

## Förteckning över de isländska biskopssagorna
- Hungrvaka
- Þorláks saga byskups: handlar om biskopen Torlak Torhallsson (1178-1193)
- Oddaverja þáttr
- Jarteinabók Þorláks byskups 1199
- Jarteinabók Þorláks byskups önnur
- Jarteinabók Þorláks byskups in yngra
- Páls saga byskups
- Árna saga byskups
- Jóns þáttr byskups Halldórssonar
- Jóns saga helga (eldri gerð): handlar om Jón Ögmundsson på Hólar (1106-1121)
- Jóns saga helga (yngri gerð)
- Jartegnir ór Jóns sögu helga
- Guðmundar saga Arasonar: handlar om Guðmundur Arason (1203-1236)
- Þættir är Miðsögu Guðmundar byskups
- Jartelnabók Guðmundar byskups
- Laurentius saga
- Guðmundar saga Arasonar eftir Arngrím ábóta